# Бої за Рубіжне, Сєвєродонецьк і Лисичанськ (2014)
Бої за Рубіжне, Сєвєродонецьк і Лисичанськ тривали у травні―липні 2014 року під час війни на сході України. У період 20―24 липня українські сили Антитерористичної операції вибили бойовиків і відновили українську владу у містах.
В ході боїв бойовики підірвали або пошкодили вибухами 6 мостів, ще 2 були заміновані.

## Передумови
З 22 травня 2014 року Лисичанськ перебував під владою бойовиків з маріонеткового утворення «Луганська народна республіка».

## Перебіг подій

### Бій 22 травня під Рубіжним
22 травня відбувся перший бій в Луганській області — бій під Рубіжним. Зранку бойовики підірвали перший міст в Луганській області — пішохідний міст через Сіверський Донець між Привіллям і Старою Краснянкою, неподалік Рубіжного. Підрозділи 2-го батальйону 30-ї механізованої бригади передислоковувалися з сел. Стара Краснянка через Рубіжне до Лисичанська, проте зустріли опір проросійських бойовиків, які займали обладнані позиції на берегу Сіверського Донця в районі Томашовського автомобільного мосту на автошляху Т 1302 на Новодружеськ. Зав'язався бій, внаслідок якого українські війська були змушені відійти. Українські сили втратили загиблими 3 вояка, а також 6 БМП (3 спалені, 3 захоплені противником), вантажівку «Урал», ГАЗ-66 з ЗУ-23-2.
1 червня 2014 року бойовики підірвали Томашовський автомобільний міст через річку Сіверський Донець, розташований на автошляху Т 1302 неподалік залізничного вокзалу м. Рубіжне.
3 червня 2014 року бойовики підірвали однопутний залізничний міст, який зв'язував колишнє підприємство «Лисичанська сода» з промисловим майданчиком, розташованим на іншому боці ріки Сіверський Донець. Внаслідок вибуху обвалився один з прольотів мосту. Він став третім підірваним мостом через Сіверський Донець в районі Лисичанска-Сєверодонецька-Рубіжного, починаючи з 22 травня.
6 червня о 4:00 ранку бойовики здійснили вибух на залізничному мості через річку Сіверський Донець між Сєверодонецьком і Рубіжним. На перегоні Насвітевич—Рубіжне сталося два вибухи, при цьому хоча опори і прольоти не обвалилися, і міст візуально виглядав цілим, проте опори були ушкоджені, і рух по мосту був унеможливлений. За оцінкою залізничників, для відновлення знадобиться не менше місяця, проте починати роботи в умовах бойових дій неможливо.
10 липня 2014 під Сіверськом точилися бої за участі 1-го штурмового батальйону 24-ї мехбригади.
19 липня поблизу Лисичанська, рятуючи життя екіпажу, викинув гранату з БТРа солдат 95-ї бригади Владислав Кузнєцов. Вибухом Кузнєцову понівечено кисть правої руки, зазнав численних осколкових поранень. Того дня у бою під Лисичанськом загинули старший лейтенант Максим Савченко і ще 4 десантники 95-ї бригади.

### Визволення Рубіжного
20 липня українська армія увійшла в місто Рубіжне. Місто вважалося стратегічно важливим транспортним вузлом. На 20―21 липня підрозділи Нацгвардії та Збройних сил України проводили операцію з блокування міста, перекриваючи таким чином шляхи постачання зброї та техніки з Росії. РНБО повідомляло, що в результаті боїв в районі Лисичанська, Рубіжного, Сєвєродонецька члени незаконних збройних формувань спробували прорватися з оточеного Лисичанська колоною техніки, повторивши маневр під Слов'янськом, але зустріли опір українських сил і були вимушені повернутися до заблокованого міста. Вони потрапили у вогневий мішок, і як результат, три одиниці техніки бойовиків згоріли на місці. РНБО повідомляло, що українські військові захопили у полон 35 бойовиків, серед яких більшість громадян Росії, зокрема, з Кавказу.
У ніч з 20 на 21 липня між містами Сєвєродонецьк та Рубіжним бойовики підірвали автомобільний міст через річку Борова. Підрив відбувся на 157+800 кілометрі автомобільної дороги Р66. Відтоді сполучення між двома стотисячними містами було ускладнене. РНБО повідомляло також, що бойовики замінували ще два мости: міст у Лисичанську поблизу колишнього ВАТ «Лисичанський содовий завод» через річку Сіверський Донець, і міст між Сєверодонецьком і селищем Воєводівка.

### Визволення Сєвєродонецька
Вранці 22 липня бойовики на 300—400 автомобілях, викрадених у населення та зі стоянок, під охороною РСЗВ «Град», масово тікали з Лисичанська та Сєвєродонецька. Повідомлялося, що того дня під Сєвєродонецьком на мосту через Сіверський Донець в районі заводу «Пролетарій» бойовиками був обстріляний автобус, який віз біженців до Москви. Один чоловік помер від серцевої недостатності.
22 липня Сєвєродонецьк було визволено. Того ж дня було розпочато бої за Лисичанськ.

### Визволення Лисичанська
23 липня комбриг Павло Півоваренко на околиці Сєвєродонецька віддав наказ командиру БТРа Павлу Плужнику увійти до Лисичанська та зайняти оборону. На підтримку рушив танк Макарова та БМП із десантним розрахунком підполковника Василя Спасьонова, бійці Нацгвардії. У танку, в складі якого, крім Макарова були механік Олексій Колян та навідник-оператор Юрій Боштан, було лише 3 кумулятивні снаряди, за 10 хвилин встигли з іншого танка перебрати ще 15 набоїв. Танк, БМП та 30 піхотинців почали входити до міста. БМП пошкодило мінометним обстрілом, танкісти цього не побачили та рушили вглиб Лисичанська. В ході міського бою танкісти знищили ворожий БРДМ та 5 членів проросійських формувань. У ході бою було знищено 4 мінометні розрахунки та снайпера — загалом до 40 бойовиків. Завершивши бій, танкісти повернулися до БМП, там лежав поранений командир із Нацгвардії, два вбитих гвардійця, підполковник Спасьонов ховався обабіч дороги від пострілів ворожого кулемета. У подальшому бою Богдан Макаров був важкопоранений, а тіло Василя Спасьонова знайшли через тиждень. У бою за Лисичанськ загинув також Олександр Радієвський, командир 21-ї бригади НГУ.
24 липня о 22:20 над Лисичанськом замайорів український прапор.
24 липня повідомлялося про підрив мосту через річку Сіверський Донець між Сєвєродонецьком і Лисичанськом. Було знищено Павлоградський автомобільний міст.
- Знищений Павлоградський міст через Сіверський Донець між Сєвєродонецьком і Лисичанськом. 30 липня 2014.
- Залишки блокпосту позаду Павлоградського мосту, на стороні Лисичанська. 30 липня 2014.
- Бетонні барикади блокпосту біля Павлоградського мосту. 30 липня 2014.

### Бій під Смоляниновим
23 серпня 2014 року у лісі під Сєверодонецьком відбувся бій російських диверсантів із підрозділом батальйону «Айдар». «Айдар» втратив загиблими 7 вояків. Деякі ЗМІ і організації повідомляли, що диверсанти готували теракт у Харкові. УГСПЛ писала у своєму звіті, що бійці батальйону «Айдар» натрапили на групу диверсантів, запропонувала їм здатись, але вони відкрили вогонь, і в результаті табір диверсантів було ліквідовано, але Айдарівці зазнали втрат у 6 осіб загиблими. Проте 25 серпня СБУ виклала іншу версію подій: 24 серпня було ліквідовано базу російських диверсантів у лісі. Затримання здійснювали батальйони «Айдар», «Чернігів» і підрозділи СБУ. Був затриманий ватажок диверсійної групи — російський військовослужбовець на позивний «Ямал» і його підлеглі — снайпери, автоматники і кулеметник. Саме ця група, за даними СБУ, напередодні здійснила напад на блокпост «Айдару» біля с. Смолянинове. Документи і свідчення затриманих вказували на те, що група готувала напади на підрозділи СБУ і ЗСУ, а також планувала диверсію на об'єктах залізниці. На базі виявили вибухівку, вогнемет Шмель, три РПГ, постріли до гранатометів, патрони і ручні гранати.
26 грудня 2014 року на опорному пункті поблизу Лисичанська українські бійці виявили та знешкодили диверсійну групу терористів. Бандформування, зі снайпером у складі, намагалося підійти до українських позицій вночі. Військовики вчасно помітили диверсантів, вогнем із автоматичної зброї їх загнано на мінне поле, 11 осіб загинули, ще 2-х полонено.

## Гуманітарні наслідки
- Український БТР у Лисичанську. 28 липня 2014 р.
- Лисичанськ, квартал Східний, буд. 17. 8 серпня 2014 р.

29 липня 2014 року українські сапери розмінували міст між Сєвєродонецьком і Лисичанськом, вилучивши при цьому 16 ящиків із тротилом і 100 літрів селітри. Бойовики планували підірвати не тільки покриття мосту, а й дві центральні опори. За словами саперів, характер закладення вибухівки свідчить про те, що міст мінували професіонали: раніше при мінуванні споруд здебільшого використовували промислові й саморобні вибухові речовини, у цьому ж випадку вибухівку було закладено за всіма правилами мінування. 16 серпня у Рубіжному готувалися до Дня прапора.
6 грудня 2016 року було введено в експлуатацію Павлоградський автомобільний міст через Сіверський Донець між Сєвєродонецьком і Лисичанськом. Вартість ремонту склала 1.5 млн євро, більшість коштів виділило представництво Європейського Союзу, майже 100 тис. євро надійшли з бюджету Сєвєродонецька. Загальна довжина мосту — 288 м, ширина — 7 м. Було замінено 2800 м² дорожнього покриття і 900 м² тротуару, відновлено перила і освітлення, було встановлено відеоспостереження. Генеральним підрядником була фірма «Монолітспецстрой», роботи з відновлення почалися у грудні 2015 року.
26 жовтня 2017 року було відновлено Томашовський автомобільний міст через Сіверський Донець, розташований на автошляху Т 1302 між Рубіжним і Лисичанськом. Українська влада у 2019 році повідомила, що затримала бойовика, який у 2014 році мінував та підірвав цей міст. На момент затримання йому було 51 рік, він перебував у розшуку з 2014 року. Входив до складу бандформування «Полтинник», і за власним зізнанням, окрім Томашовського мосту, мінував дорогу на м. Соледар, мости у Лисичанську в районі вул. Красна та вул. Пролетарська.

## Втрати
| Прізвище, ім'я, по-батькові        | Звання                  | Дата смерті    | Формування | Обставини                                                                                                 |
| ---------------------------------- | ----------------------- | -------------- | ---------- | --- |
| Ярошенко Сергій Григорович         | сержант                 | 22 травня 2014 | 30 ОМБр    | Загинув у бою під Рубіжним 22 травня 2014 року.                                                           |
| Ковальчук Олександр Володимирович  | солдат                  | 22 травня 2014 | 30 ОМБр    | Загинув у бою під Рубіжним 22 травня 2014 року.                                                           |
| Фурман Олександр Валентинович      | солдат                  | 22 травня 2014 | 30 ОМБр    | Загинув у бою під Рубіжним 22 травня 2014 року.                                                           |
| Ткаченко Олександр Григорович      | капітан                 | 12 липня 2014  | МВС        | Загинув під Сіверськом внаслідок вибуху на фугасі.                                                        |
| Савченко Максим Сергійович         | старший лейтенант       | 19 липня 2014  | 95 ОАеМБр  | Загинув у бою під Лисичанськом.                                                                           |
| Пушанко Артур Олександрович        | сержант                 | 19 липня 2014  | 95 ОАеМБр  | Загинув у бою під Лисичанськом.                                                                           |
| Бурлак Микола Михайлович           | старший солдат          | 19 липня 2014  | 95 ОАеМБр  | Загинув у бою під Лисичанськом.                                                                           |
| Клим Олег Іванович                 | солдат                  | 19 липня 2014  | 95 ОАеМБр  | Загинув у бою під Лисичанськом.                                                                           |
| Ляпін Юрій Олегович                | солдат                  | 19 липня 2014  | 95 ОАеМБр  | Загинув у бою під Лисичанськом.                                                                           |
| Стриженко Артем Олегович           | солдат                  | 21 липня 2014  | 95 ОАеМБр  | Загинув у бою від вогнепальних поранень.                                                                  |
| Радієвський Олександр Віталійович  | полковник               | 23 липня 2014  | 21 ОБрОГП  | Загинув під час звільнення Лисичанська.                                                                   |
| Спасьонов Василь Володимирович     | підполковник            | 23 липня 2014  | 51 ОМБр    | Загинув під час звільнення Лисичанська.                                                                   |
| Сніцар Павло Леонідович            | підполковник            | 23 липня 2014  | 21 ОБрОГП  | Загинув під час звільнення Лисичанська.                                                                   |
| Коцяр Ігор Олександрович           | солдат                  | 23 липня 2014  | 21 ОБрОГП  | Загинув під час звільнення Лисичанська.                                                                   |
| Рокіцький Сергій Дмитрович         | капітан медичної служби | 24 липня 2014  | 24 ОМБр    | Загинув під час звільнення Лисичанська.                                                                   |
| Лейба Павло Радович                | солдат                  | 24 липня 2014  | 24 ОМБр    | Загинув під час звільнення Лисичанська.                                                                   |
| Бойко Володимир Степанович         | солдат                  | 23 серпня 2014 | «Айдар»    | Загинув під Северодонецьком в бою з російськими диверсантами, що займались підготовкою теракту в Харкові. |
| Гаркавенко Євген Миколайович       | солдат                  | 23 серпня 2014 | «Айдар»    | Загинув під Северодонецьком в бою з російськими диверсантами, що займались підготовкою теракту в Харкові. |
| Корабльов Андрій Віталійович       | солдат                  | 23 серпня 2014 | «Айдар»    | Загинув під Северодонецьком в бою з російськими диверсантами, що займались підготовкою теракту в Харкові. |
| Петросян Оганес Арутюнович         | солдат                  | 23 серпня 2014 | «Айдар»    | Загинув під Северодонецьком в бою з російськими диверсантами, що займались підготовкою теракту в Харкові. |
| Писаренок Андрій Володимирович     | солдат                  | 23 серпня 2014 | «Айдар»    | Загинув під Северодонецьком в бою з російськими диверсантами, що займались підготовкою теракту в Харкові. |
| Черноволов Володимир Олександрович | солдат                  | 23 серпня 2014 | «Айдар»    | Загинув під Северодонецьком в бою з російськими диверсантами, що займались підготовкою теракту в Харкові. |
| Андріюк Василь Васильович          | солдат                  | 23 серпня 2014 | «Айдар»    | Загинув під Северодонецьком в бою з російськими диверсантами, що займались підготовкою теракту в Харкові. |

## Матеріали
- Сергій Міщенко, Про те, як брали Лисичанськ [Архівовано 24 липня 2017 у Wayback Machine.] // Цензор.нет, 24 липня 2017
- Валерій Снегірьов, Олег Мартиненко, Сергій Мовчан, Окупація та звільнення Сєвєродонецька [Архівовано 21 січня 2022 у Wayback Machine.] // УГСПЛ, 2017
- Віолетта Кіртока, Одним снарядом ми влучили прямісінько в одну групу мінометів і знищили її. [Архівовано 18 жовтня 2018 у Wayback Machine.] // Цензор.нет, 13 жовтня 2018

### Відео
- Освобождение Лисичанска 2014.Батальон Донбасс // 22 травня 2015
- Луганщина Освобожденная. Лисичанск // 29 липня 2015